# Hawker Siddeley Trident
Hawker Siddeley HS 121 Trident («Трайдент», другое обозначение D.H.121) — британский реактивный авиалайнер для линий малой и средней протяжённости. Разработан предприятием «Де Хэвиленд», серийно производился предприятием «Хокер-Сиддли» в середине 1960-х — начале 1970-х. Выпуск составил 117 самолётов в пяти модификациях. Самолёт был оборудован весьма передовой для своего времени авионикой и стал первым авиалайнером, способным выполнить полностью автоматическую посадку (с 1965 года в оценочном режиме, а с 1966 — и на регулярных рейсах). Следующий лайнер («Локхид Тристар») был допущен к автоматическим посадкам только к середине 1970-х годов.
Основными эксплуатантами самолёта были авиакомпании British European Airways, British Airways, CAAC и Cyprus Airways.
Самолёт был выведен из эксплуатации на линиях «British Airways» в начале-середине 1980-х. В Китае самолёты Trident авиакомпании Air China эксплуатировались до 1995 года.

## Разработка
В июле 1956 года, авиакомпания «British European Airways» объявила конкурс на разработку ближне- и среднемагистрального реактивного пассажирского авиалайнера второго поколения. К самолёту предъявлялись следующие требования: скорость 975–990 км/ч, пассажировместимость 70 человек при дальности порядка 1600 км и масса около 46 т; самолёт должен был иметь возможность эксплуатации с ВПП длиной 1800 м и иметь больше двух двигателей.
Прототип D.H.121, предложенный компанией «de Havilland», был выбран «British European Airways» как победитель конкурса в феврале 1958 года. Прототип имел три двигателя (каждый со своей автономной гидравлической системой), что удовлетворяло требованиям конкурса, пассажировместимость 111–140 человек, и дальность до 3330 км.
Впоследствии, однако, по ряду причин (в основном маркетингового плана), заказчик изменил свои требования в сторону уменьшения потребных характеристик самолёта. Окончательный вариант самолёта получил пассажировместимость 75–90 человек, дальность до 1500 км, массу 48 тонн. В таком виде 24 августа 1959 года, 24 первых экземпляра машины были заказаны компанией «British European Airways». Название «Трайдент» (трезубец) было обнародовано на авиасалоне в Фарнборо в сентябре 1960 г. и отражало трёхдвигательную конфигурацию самолёта и гидравлическую систему с тройным резервированием.
Произошедшее в конце 1950-х годов укрупнение и слияние ведущих британских авиастроительных компаний привело, в частности, к поглощению «de Havilland» компанией «Hawker Siddeley». В серийном выпуске самолёту было присвоено обозначение «Hawker Siddeley HS 121 Trident».

## Конструкция самолёта

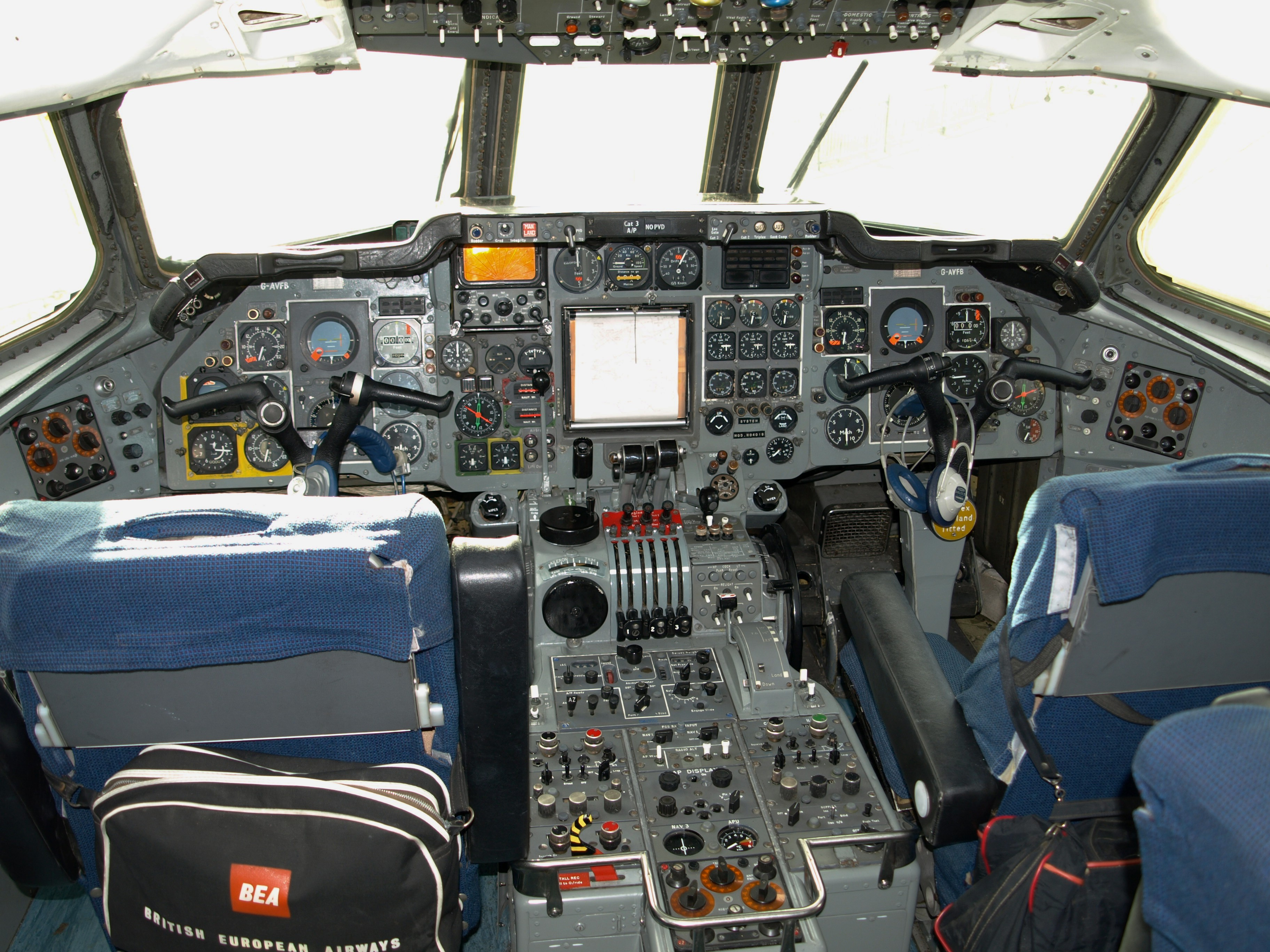
Кабина Trident 2E: на штурвалах — оранжевые таблички «Triplex autoland fitted» (система автоматической посадки), в центре — подвижная карта

Самолёт «Trident» был выполнен по схеме цельнометаллического низкоплана со стреловидным (35°) крылом, и тремя двигателями «Rolls-Royce Spey» в задней части фюзеляжа (два из них по бокам фюзеляжа, третий — в хвостовой части с воздушным питанием от S-образного воздуховода с заборником у киля). В одной из модификаций устанавливался дополнительный четвёртый двигатель (бустер) с отдельным воздухозаборником.
Самолёт был одним из самых быстрых дозвуковых авиалайнеров, регулярно выполняя рейсы с крейсерской скоростью 965 км/ч. Допустимая скорость снижения в штатных условиях была установлена в 23 м/с; при необходимости аварийного снижения имелась редкая для коммерческих самолётов возможность включать реверс тяги в воздухе (модель 1С) - и использовать реверс (на полной его мощности) вплоть до касания и полной остановки самолёта на полосе, что значительно сокращало пробег.
Приборное оборудование самолёта было весьма совершенным для своего времени и включало в себя систему автоматической («слепой») посадки. Система обладала возможностью автоматического управления самолётом на всех стадиях посадки (подход к ВПП, выравнивание, касание, уход с полосы на рулёжную дорожку). Первая посадка в таком режиме была выполнена 10 июня 1965 года, а первая такая посадка в условиях нулевой видимости на регулярном пассажирском рейсе — 4 ноября 1966 года.
Возможность слепой посадки была особенно важна в Великобритании, где в аэропортах часты туманы. С появлением самолётов «Trident» аэропорты, оборудованные системой ILS, получили возможность принимать эти самолёты независимо от видимости в аэропорту.
Среди других нововведений в приборном оборудовании, на самолёте (в кабине пилотов) была установлена подвижная карта, на которой отображалась трасса полёта и текущее положение самолёта (вычисляемое из данных курса полёта и показаний доплеровской навигационной системы).
Самолёт оснащён четырьмя гидросистемами — тремя основными (обозначенными по цвету трубопроводов как зелёная, жёлтая, синяя) и аварийной. Последняя включается при отказе основных, источники давления в ней — насосная станция переменного тока и воздушная турбина (RAT). В каждой из основных систем источником давления служит свой приводной насос, установленный на двигателе, системы могут подключаться друг на друга через селекторные краны. Кроме того, в зелёной системе установлена насосная станция для зарядки гидроаккумулятора тормозов.
Имел характерную особенность - убирающуюся вбок носовую стойку шасси.

## Эксплуатация

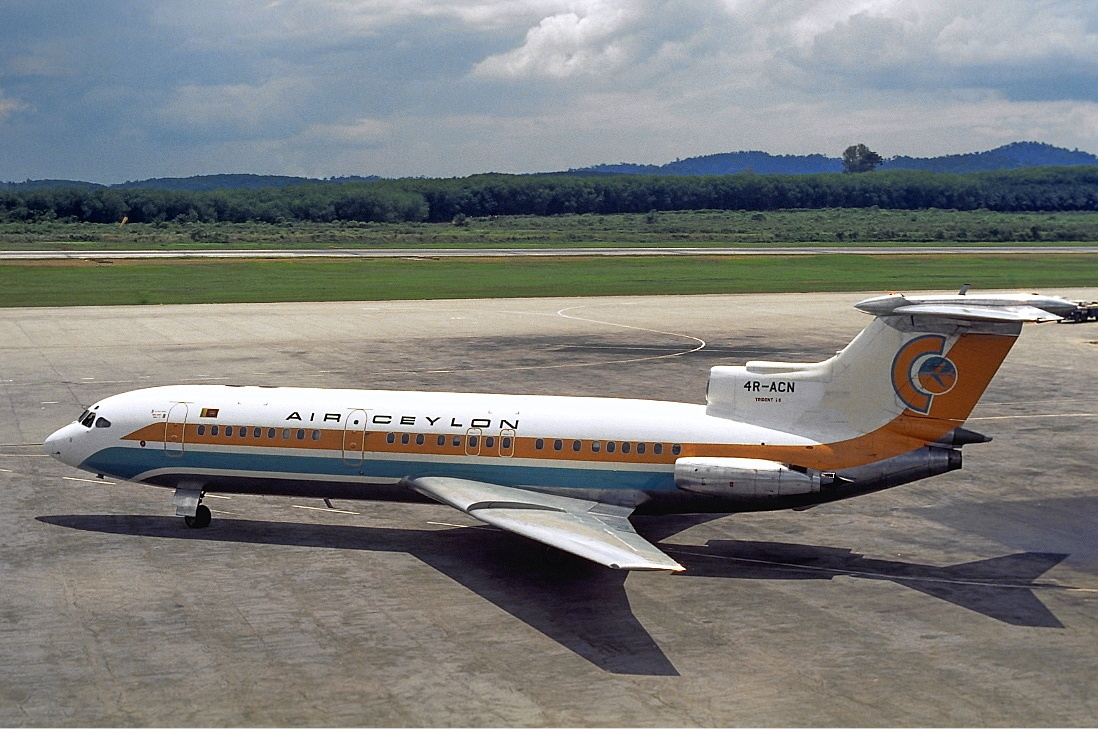
HS-121 Trident Air Ceylon

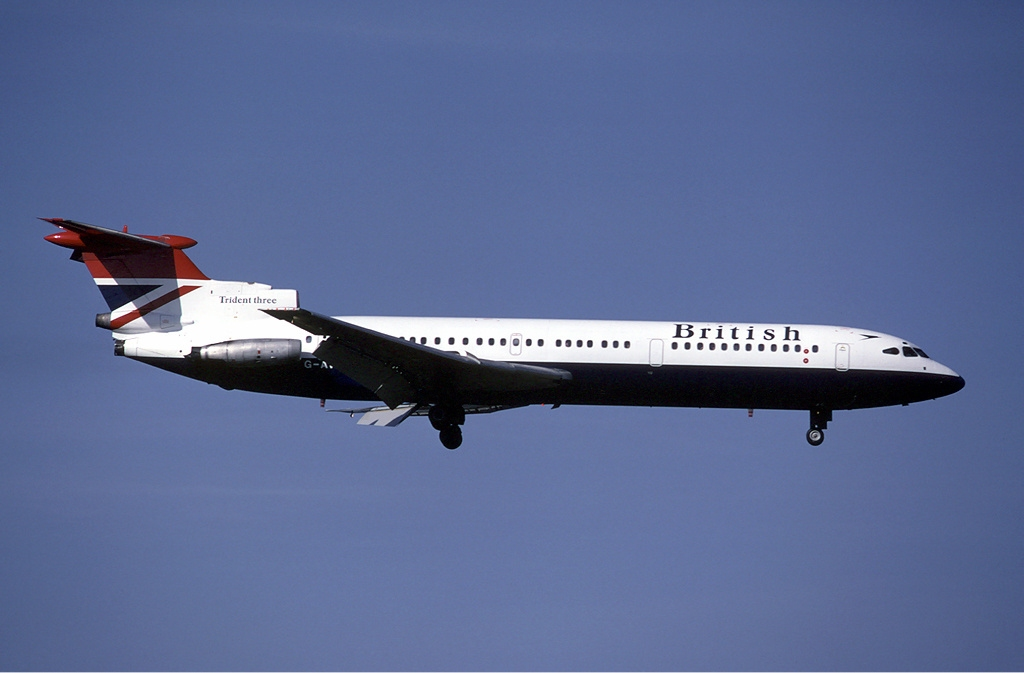
HS-121 Trident 3B British Airways

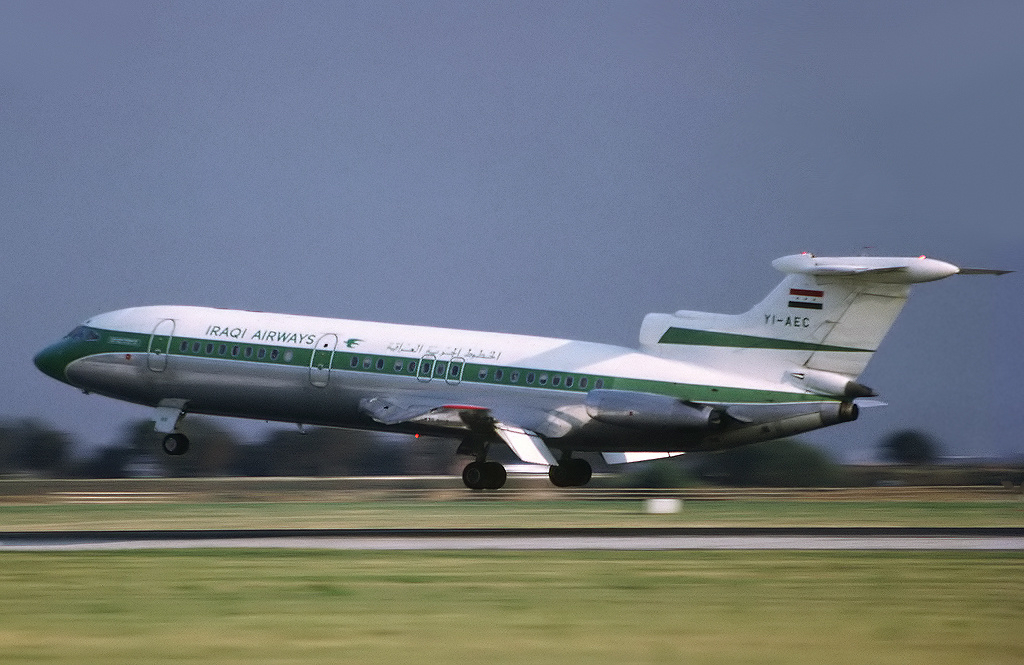
HS-121 Trident 1E Iraqi Airways

### Гражданские эксплуатанты
Великобритания:
- BKS/Northeast Airlines (UK)
- British Airways
- British European Airways
- Channel Airways

 Китай:
- Civil Aviation Administration of China (CAAC)
- China United Airlines

 Кипр:
- Cyprus Airways

 Ирак:
- Iraqi Airways

 Кувейт:
- Kuwait Airways

 Пакистан:
- Pakistan International Airlines

 Шри-Ланка (Цейлон):
- Air Ceylon

 Заир:
- Air Charter Service of Zaire

### Военные эксплуатанты
Китай
- Военно-воздушные силы Китайской Народной Республики

 Пакистан
- Военно-воздушные силы Пакистана

## Основные производственные серии
Trident 1C — первая серия для British European Airways, построено 24 шт.
Trident 1E — модель с увеличенной пассажировместимостью, улучшенными двигателями, были установлены предкрылки. Построено 15 шт.
Trident 2E — аналогична модели 1Е, с установленной системой автоматической посадки Triplex, построено 50 шт.
Trident 3B — удлинённый вариант 2Е, с увеличенной пассажировместимостью до 180 пассажиров, с дополнительным двигателем 1 RB.162, построено 26 шт.
Super Trident 3B — с увеличенной на 692 км дальностью, построено 2 шт.

## Лётно-технические характеристики (модификация 2Е)
- Экипаж: 3 человека
- Пассажировместимость: 115 человек
- Длина: 35 м
- Размах крыльев 28,9 м
- Высота: 8,3 м
- Масса пустого: 33 475 кг
- Максимальная взлётная масса: 64 636 кг
- Силовая установка: 3 × Rolls-Royce RB.163-25 Spey 512, тяга 53,1 Кн каждый
- Крейсерская скорость: 959 км/ч
- Дальность: 4345 км
- Практический потолок: до 11 000 м

## Аварии и катастрофы
По данным сайта Aviation Safety Network, по состоянию на 31 января 2020 года в общей сложности в результате катастроф и серьёзных аварий были потеряны 17 самолётов Hawker Siddeley HS 121 Trident. Самолёт пытались угнать один раз. Всего в этих происшествиях погибли 336 человек.
| Дата       | Бортовой номер | Место катастрофы | Жертвы      | Краткое описание |
| ---------- | -------------- | ---------------- | ----------- | --- |
| 03.06.1966 | G-ARPY         | Фелтхорп         | 4/4         | Испытательный полёт. Свалился в плоский штопор из-за ошибок экипажа. |
| 30.06.1966 | 9K-ACG         | Эль-Кувейт       | 0/83        | Из-за ошибок экипажа приземлился в 5 километрах от ВПП. Списан. |
| 03.07.1968 | G-ARPT         | Лондон           | 0/0         | Разрушен в результате катастрофы Airspeed AS.57 Ambassador. |
| 29.07.1969 | G-ARPS         | Лондон           | 0/0         | Повреждён во время пожара. |
| 13.09.1971 | B-256          | Ундерхаан        | 9/9         | Рухнул на землю по неустановленной причине. На его борту находились министр обороны КНР Линь Бяо и его семья, которые пытались бежать в СССР. По другим данным, самолёт разбился из-за истощения авиатоплива.                                   |
| 18.06.1972 | G-ARPI         | Стейнс           | 118/118     | Свалился с эшелона из-за ошибок экипажа. |
| 22.02.1974 | 5B-DAE         | Никосия          | 0/0         | Повреждён в ходе военных действий. |
| 22.02.1974 | 5B-DAB         | Никосия          | 0/0         | Повреждён в ходе военных действий. |
| 15.09.1975 | G-AVYD         | Бильбао          | 0/117       | Потерпел аварию при посадке на мокрую полосу. |
| 28.12.1975 | G-ARPC         | Лондон           | 0/0         | Повреждён во время пожара. |
| 10.09.1976 | G-AWZT         | Загреб           | 113+1+63/63 | Из-за ошибок авиадиспетчера столкнулся с DC-9. |
| 14.03.1979 | B-274          | Пекин            | 32+12/12    | Испытательный полёт. Врезался в здание фабрики. Причиной катастрофы стала плохая квалификация командира экипажа. |
| 26.04.1982 | B-266          | Яншуо            | 112/112     | Врезался в гору при плохих погодных условиях. |
| 27.02.1983 | B-260          | Фучжоу           | 0/96        | Выкатился за пределы ВПП. |
| 05.05.1983 | B-296          | Чхунчхон         | 0/111       | Захвачен шестью угонщиками. Во время посадки на военную базу близи города Чхунчхон выкатился за пределы ВПП. Один из членов экипажа был ранен угонщиками. После освобождения пассажиры были возвращены в Китай, самолёт повреждений не получил. |
| 14.09.1983 | B-264          | Гуйлинь          | 11/106      | Во время руления в самолёт врезался бомбардировщик Harbin H-5. |
| 31.08.1988 | B-2218         | Гонконг          | 7/89        | Выкатывание за пределы ВПП из-за ошибок экипажа. |
| 22.03.1990 | B-2208         | Гуйлинь          | 0/107       | Выкатился за пределы ВПП. |

## Похожие самолёты
- Boeing 727
- Як-42
- Ту-154